# 角田達郎
角田 達郎（つのだ たつお、1928年1月18日 - 2006年2月20日）は、日本の実業家・官僚。西日本旅客鉄道（JR西日本）の初代社長を務めた。

## 経歴
東京都出身。東京大学を卒業後、運輸省（現国土交通省）に入省。自動車局長や大臣官房長、海上保安庁長官を歴任した。
1987年4月1日、国鉄分割民営化に伴い発足した、JR西日本の初代社長に就任。同社は国鉄時代の負債は国鉄清算事業団に引き継いだものの、設備や社員など、必ずしも競争環境に適合しない資産を引き継いでの船出であった。大阪都市圏においては有力な私鉄各社や、長距離輸送については航空会社と激しい競合関係にある上に、北陸地方・中国地方を中心に不採算なローカル線を多く抱えており、人口の多い首都圏を商圏に含むJR東日本や東海道新幹線を有するJR東海に比して、収益構造が脆弱であった。角田は東海道線や山陽線の新快速の速度向上、列車本数の増加、新型車両221系の導入など、利便性の向上（いわゆるアーバンネットワークの確立）による経営改善を推進した。
社長在任中の1991年5月14日、死者42人、負傷者614名を出した信楽高原鐵道列車正面衝突事故が発生した。謝罪を拒否するなどこの時の対応に遺族らが反発し、社と信楽高原鐵道とを相手取った法廷闘争に発展。これまでの経営改善策に対し「利益を優先し、安全を軽視した」「民営化の弊害が露呈した」との批判も挙がった。
翌1992年、社長職を井手正敬に譲り、会長に就任。1997年に相談役に退いた。2003年に顧問に就任し、JR福知山線脱線事故発生後の2005年6月に退任した。
日本室内楽振興財団の評議員を務めるなど、鉄道事業以外にも精力的に活動した。
2006年2月20日午前2時32分、急性心不全のため横浜市の病院で死去。78歳。2月22日、相模原市内で葬儀が営まれた。

## 年表
- 1928年　出生
- 1953年　運輸省に入省
- 1974年　6月、大臣官房政策課長（～1975年7月）
- 1984年　7月、第24代海上保安庁長官（～1985年6月26日）
- 1987年　4月、西日本旅客鉄道（JR西日本）社長に就任
- 1992年　6月24日、JR西日本会長に就任[3]
- 1997年　JR西日本相談役に就任
- 2003年　2月、妻死去
- 2005年　6月、JR西日本顧問を退任
- 2006年　死去